# Lara Vadlau
Lara Vadlau (Feldbach, 29 de marzo de 1994) es una deportista austríaca que compite en vela en la clase 470. Es públicamente lesbiana.
Participó en tres Juegos Olímpicos de Verano, entre los años 2012 y 2024, obteniendo una medalla de oro en París 2024, en la clase 470 mixto (junto con Lukas Mähr).
Ganó cuatro medallas en el Campeonato Mundial de 470 entre los años 2013 y 2016, y tres medallas en el Campeonato Europeo de 470 entre los años 2013 y 2016.
Estudió el grado y el doctorado de Medicina en la Universidad Privada Sigmund Freud de Viena.

## Palmarés internacional
| \| Juegos Olímpicos \| Juegos Olímpicos \| Juegos Olímpicos \| Juegos Olímpicos \| \| Año \| Lugar \| Medalla \| Clase \| \| ------------------ \| -------------------------- \| ----------------- \| ---------------- \| \| 2024 \| París (Francia) \| Medalla de oro \| 470 mixto \| \| Campeonato Mundial \| \| \| \| \| Año \| Lugar \| Medalla \| Clase \| \| 2013 \| La Rochelle (Francia) \| Medalla de plata \| 470 \| \| 2014 \| Santander (España) \| Medalla de oro \| 470 \| \| 2015 \| Haifa (Israel) \| Medalla de oro \| 470 \| \| 2016 \| San Isidro (Argentina) \| Medalla de bronce \| 470 \| \| Campeonato Europeo \| \| \| \| \| Año \| Lugar \| Medalla \| Clase \| \| 2013 \| Formia (Italia) \| Medalla de plata \| 470 \| \| 2014 \| Atenas (Grecia) \| Medalla de oro \| 470 \| \| 2016 \| Palma de Mallorca (España) \| Medalla de oro \| 470 \| |                            |                   |           |
| Juegos Olímpicos |                            |                   |           |
| Año | Lugar                      | Medalla           | Clase     |
| 2024 | París (Francia)            | Medalla de oro    | 470 mixto |
| Campeonato Mundial |                            |                   |           |
| Año | Lugar                      | Medalla           | Clase     |
| 2013 | La Rochelle (Francia)      | Medalla de plata  | 470       |
| 2014 | Santander (España)         | Medalla de oro    | 470       |
| 2015 | Haifa (Israel)             | Medalla de oro    | 470       |
| 2016 | San Isidro (Argentina)     | Medalla de bronce | 470       |
| Campeonato Europeo |                            |                   |           |
| Año | Lugar                      | Medalla           | Clase     |
| 2013 | Formia (Italia)            | Medalla de plata  | 470       |
| 2014 | Atenas (Grecia)            | Medalla de oro    | 470       |
| 2016 | Palma de Mallorca (España) | Medalla de oro    | 470       |